# 普法爾茨博物館
普法爾茨博物館（德語：Kurpfälzisches Museum）是位於德國城市海德堡的一座博物館。

## 历史
博物館成立於1870年代後期，藏品主要來自於一位文化史和藝術史學家的私人收藏。

## 外部連結
- Home page in English
- Collections in German

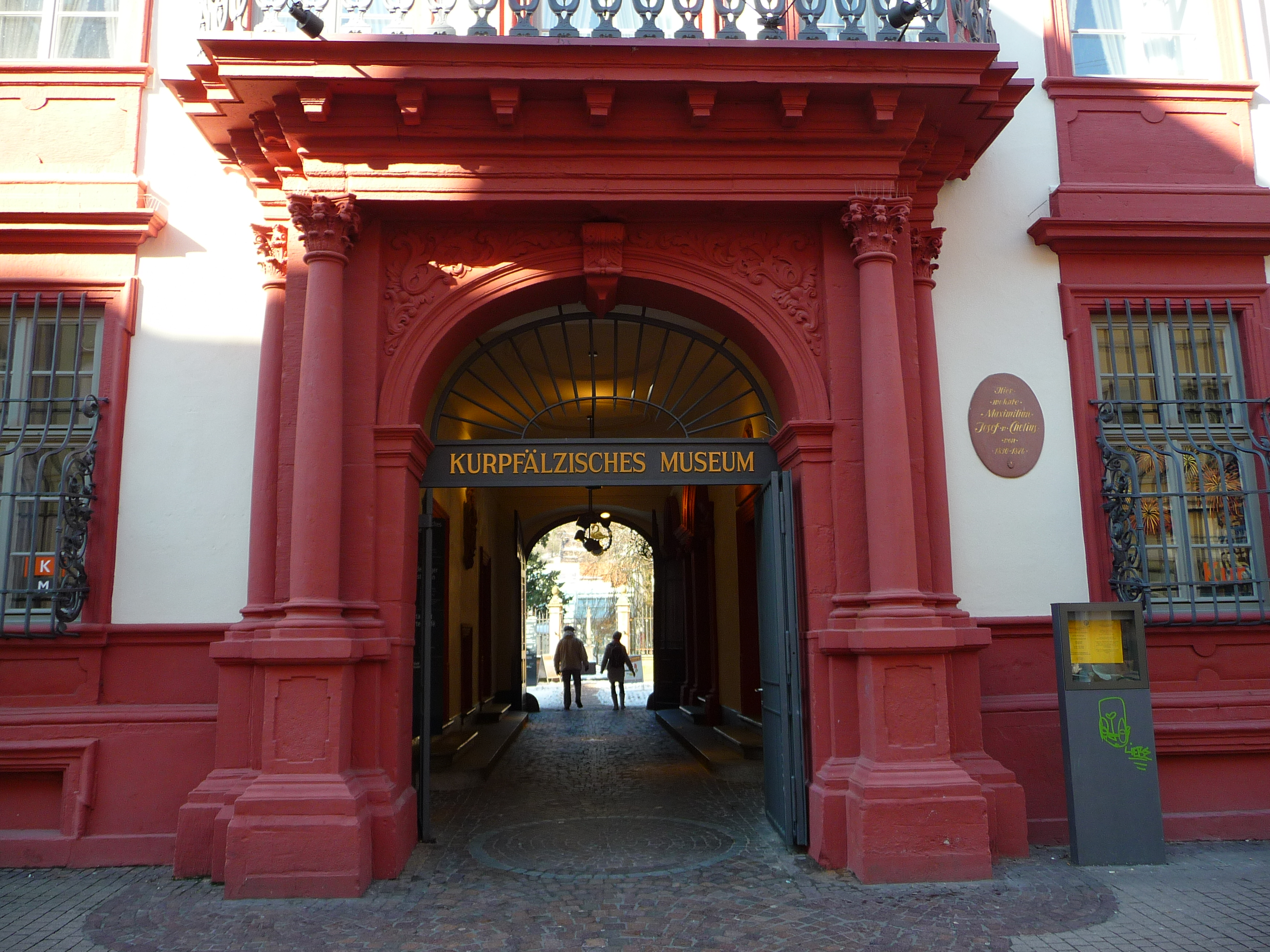
博物馆入口

- Kurpfälzisches Museum: Badische Heimat / Landeskunde online (German) （页面存档备份，存于）

49°24′41″N 8°42′10″E / 49.41139°N 8.70278°E